# 시난밭쥐
시난밭쥐(Eothenomys custos)는 비단털쥐과에 속하는 설치류의 일종이다. 중국 윈난성과 쓰촨성에서만 발견된다. 챵산 얼하이 자연 보전 지국에서 서식한다.